# Bulgaria Air
«Болгарія Ейр» (болг. България Ер, англ. Bulgaria Air) — пасажирська авіакомпанія Болгарії, яка базується в столичному аеропорту Софії. Компанія є власником Himimport Inc. В 2008 році компанія перевезла 118 543 пасажирів, мала оборот у розмірі 434 млн левів і прибуток у розмірі 470 000 левів.
«Болгарія Ейр» є головним пасажирським перевізником на ринку Болгарії, національним авіаперевізником країни. Авіапарк компанії налічує 17 літаків, які виконують рейси в 27 міст в 19 країнах. З 20 листопада 2008 року «Болгарія Ейр» є членом Міжнародної асоціації повітряного транспорту.

## Історія
Авіакомпанія була заснована за наказом Міністра транспорту і комунікацій в листопаді 2002 року як наступниця збанкрутілої авіакомпанії «Балкан» (раніше: Болгарська цивільна авіація «Балкан»). Перший рейс був здійснений 4 грудня 2002 року. Назва авіакомпанії і емблема були вибрані за результатами публічного конкурсу.
Початковий капітал компанії склав 30 160 000 левів і був розділений на 30 160 акцій. В жовтні 2006 року держава продала 30 159 акцій «Болгарії Ейр» за 13 млн левів. Таким чином, капіталізація компанії за 4 роки впала на 47 %. Перемогу в приватизаційному конкурсі отримала спілка місцевих авіакомпаній, найбільша з яких була «Хемус Ейр», його суперником на конкурсі була італійська авіакомпанія Air One. Хемус Ейр заплатив 6,6 млн євро і зобов'язався інвестувати в підприємство 86 млн євро протягом найближчих п'яти років. Було оголошено про плани на придбання 15 нових літаків для розширення маршрутної мережі в Болгарії.

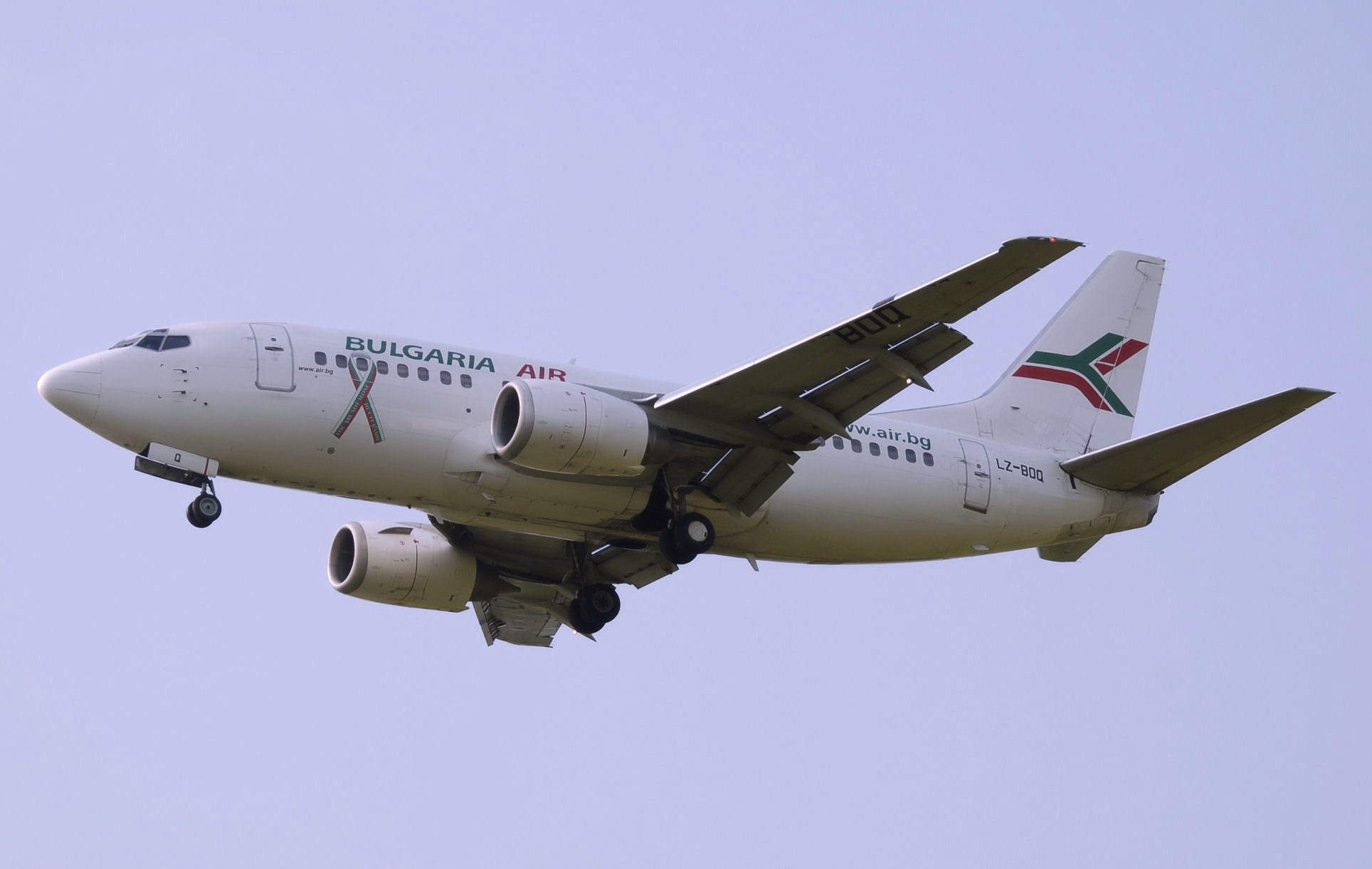
Boeing 737-500

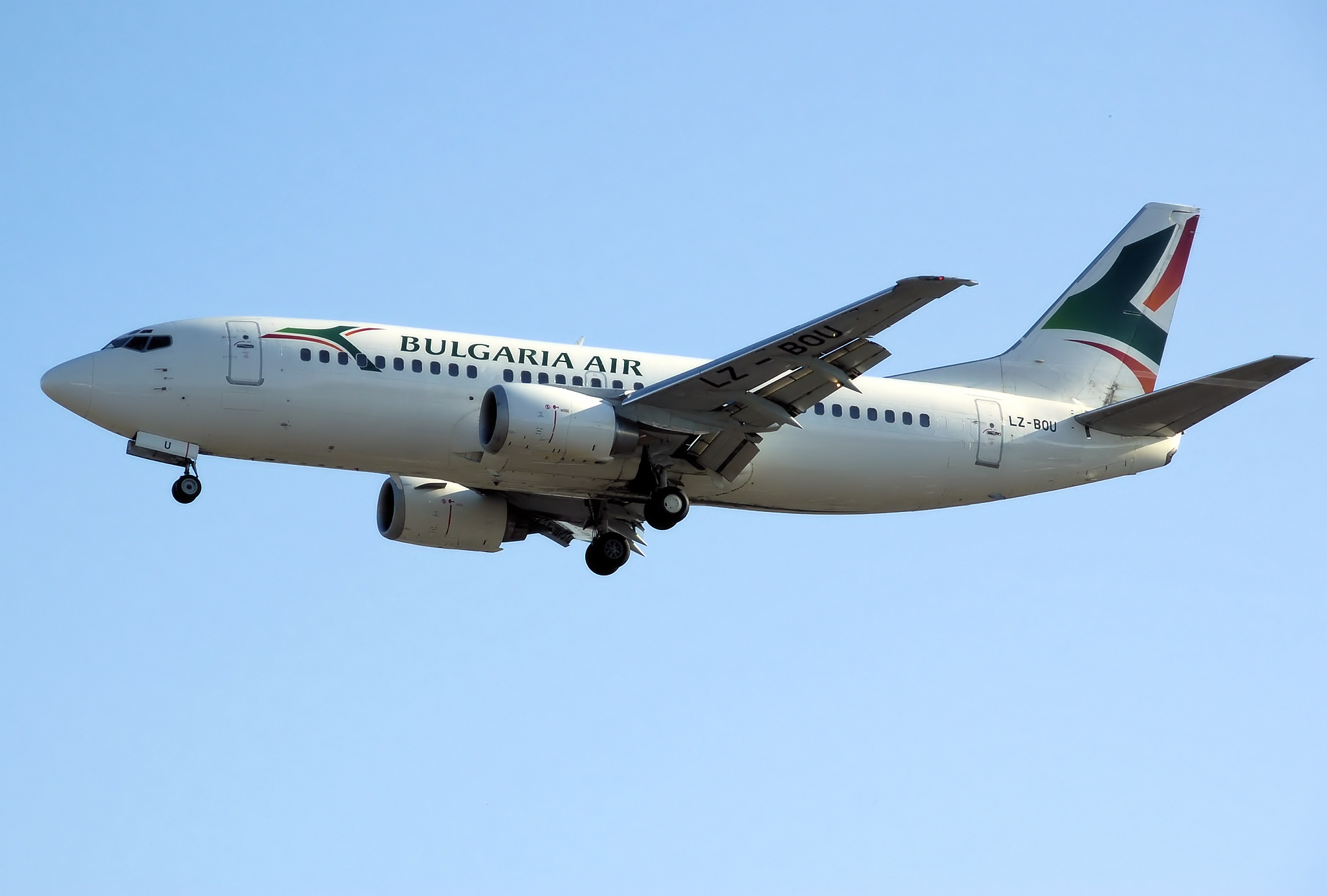
Boeing 737-300

«Хемус Ейр» був вибраний привілейованим претендентом на придбання Болгарія Ейр урядом Болгарії. «Хемус» і «Болгарія Ейр» уже до цього моменту мали кодшерингову угоду на маршруті Софія—Берлін-Тегель і очікується, що їхній розпис і операції будуть узгодженні.
Партнери Болгарія Ейр: KLM, Air France, Brussels Airlines, Czech Airlines, El Al, LOT Polish Airlines, Malev Hungarian Airlines, Virgin Atlantic, Austrian Airlines, Alitalia, Air One та Аерофлот.

## Флот
Флот Болгарія Ейр включає такі літаки (на 2010 рік):
- 4 Boeing 737—300
- 3 Airbus A319-100
- 3 Airbus A320
- 8 Bae-146 200/300
- 1 Avro RJ70
- 2 ATR-42-300
- 4 Embraer E190